# Взрывы в Кизляре (2010)
Взры́вы в дагеста́нском го́роде Кизля́ре (террористи́ческие а́кты) были произведены 31 марта 2010 года двумя террористами-смертниками, через два дня после терактов в Московском метрополитене. Первый взрыв произошёл в 08:45 по московскому времени, второй — в 09:05. В результате двух взрывов погибло 12 человек (из них 9 сотрудников милиции) и ранено, по различным данным, от 23 до 29 человек (из них 18 сотрудников милиции). Среди погибших был начальник РОВД города Кизляра — полковник Виталий Ведерников. 
По оценке Следственного комитета при прокуратуре Российской Федерации по Республике Дагестан, мощность первого взрывного устройства составила 200 кг в тротиловом эквиваленте.

## Ход событий
31 марта 2010 года в 08:45 по московскому времени вблизи здания средней общеобразовательной школы № 1 в городе Кизляре был произведён первый взрыв. Взрывное устройство находилось в автомобиле марки «Нива» с надписью «Милиция» на кузове, и было приведено в действие террористом-смертником. Взрыв произошёл, когда машина смертника была остановлена сотрудниками ДПС.
Мощность взрыва оценивается в 200 килограммов в тротиловом эквиваленте. Погибло 3 человека — два милиционера и проходившая мимо женщина. На месте взрыва образовалась воронка размером 2 на 5 метров, были повреждены находившиеся поблизости здания, загорелись 3 находившихся рядом автомобиля.
Примерно в 09:05 по московскому времени был произведён второй взрыв; его осуществил террорист-смертник, одетый в милицейскую форму, который подошёл к месту происшествия. В результате взрыва пострадали сотрудники МЧС России, милиции и пожарной охраны, работавшие на месте происшествия; всего погибло 12 человек, из которых 9 являлись сотрудниками милиции, в том числе начальник ОВД города Кизляра полковник Виталий Ведерников.
31 марта примерно в 20:00 на кладбище в селе Огузер Кизлярского района Дагестана сотрудниками милиции было обнаружено ещё одно взрывное устройство: 12-литровое металлическое ведро, в котором находилась смесь аммиачной селитры и алюминиевой пудры, а также поражающие элементы в виде болтов и гаек; устройство было уничтожено.

## Расследование
Уголовное дело было возбуждено по статьям 317 УК РФ («посягательство на жизнь сотрудника правоохранительного органа»), 222 УК РФ («незаконные приобретение, передача, сбыт, хранение, перевозка или ношение оружия, его основных частей, боеприпасов, взрывчатых веществ и взрывных устройств»), 223 УК РФ («незаконное изготовление оружия»), 105 УК РФ («убийство») и ч. 3 ст. 30, ст. 105 УК РФ (покушение на убийство).
Сотрудники МВД утверждают, что второе взрывное устройство было приведено в действие жителем Кизляра — Даудом Джабраиловым.
Теракт стал поводом для создания в Дагестане постоянно действующей следственно-оперативной группы, осуществляющей расследование особо тяжких преступлений и терактов.
1 апреля 2010 года на совещании Национального антитеррористического комитета глава ФСБ России Александр Бортников заявил, что им известны организаторы терактов и что задержан ряд лиц, причастных к их совершению.
Приказ о совершении теракта отдавал Магомедали Вагабов, который также является организатором взрывов в московском метро. Рамазан Магомедов, Шамиль Газиев и Пахрудин Ахмедов собрали взрывные устройства и купили автомобили для перевозки смертников. 22 июня 2011 года Магомедов и Газиев получили пожизненные сроки, Ахмедов — 24 года лишения свободы.
21 августа 2010 года Вагабов, вместе с четырьмя другими боевиками, был блокирован сотрудниками Управления ФСБ по Республике Дагестан на своей конспиративной квартире в селении Гуниб. На предложение сдаться они открыли огонь из автоматического оружия. В ходе завязавшейся перестрелки все были убиты.

## Реакция властей
Председатель Правительства Российской Федерации Владимир Владимирович Путин предположил, что между терактами в Москве и Кизляре имеется связь, и поручил министру внутренних дел Рашиду Нургалиеву усилить подразделения милиции на Северном Кавказе. Владимир Путин также дал распоряжение о выплате компенсации пострадавшим: семьям жертв взрывов — по 1 миллиону рублей, тяжело раненым — по 400 тысяч рублей, легко раненым — по 200 тысяч рублей.
Президент Республики Дагестан Магомедсалам Магомедалиевич Магомедов также заявил, что эти два преступления являются «звеньями одной цепи», и отдал распоряжение об усилении мер безопасности на всех социальных и жизненно важных объектах Дагестана.
Президент Российской Федерации Дмитрий Анатольевич Медведев 1 апреля 2010 года наградил всех девятерых погибших милиционеров орденом Мужества (посмертно) «За мужество и самоотверженность, проявленные при исполнении служебного долга».